# Boué
Boué és un municipi francès situat al departament de l'Aisne i a la regió dels Alts de França. L'any 2007 tenia 1.265 habitants.

## Demografia

### Població
El 2007 la població de fet de Boué era de 1.265 persones. Hi havia 563 famílies de les quals 174 eren unipersonals (63 homes vivint sols i 111 dones vivint soles), 186 parelles sense fills, 155 parelles amb fills i 48 famílies monoparentals amb fills.
La població ha evolucionat segons el següent gràfic:
Habitants censats

### Habitatges
El 2007 hi havia 605 habitatges, 567 eren l'habitatge principal de la família, 5 eren segones residències i 33 estaven desocupats. 545 eren cases i 59 eren apartaments. Dels 567 habitatges principals, 311 estaven ocupats pels seus propietaris, 243 estaven llogats i ocupats pels llogaters i 13 estaven cedits a títol gratuït; 3 tenien una cambra, 38 en tenien dues, 119 en tenien tres, 181 en tenien quatre i 226 en tenien cinc o més. 441 habitatges disposaven pel capbaix d'una plaça de pàrquing. A 322 habitatges hi havia un automòbil i a 137 n'hi havia dos o més.

### Piràmide de població
La piràmide de població per edats i sexe el 2009 era:
| Homes | Edats   | Dones |
| ----- | ------- | ----- |
| 0     | 95 o +  | 0     |
| 0     | 90 a 94 | 4     |
| 0     | 85 a 89 | 24    |
| 4     | 80 a 84 | 12    |
| 24    | 75 a 79 | 48    |
| 36    | 70 a 74 | 52    |
| 20    | 65 a 69 | 32    |
| 16    | 60 a 64 | 36    |
| 24    | 55 a 59 | 24    |
| 44    | 50 a 54 | 40    |
| 64    | 45 a 49 | 56    |
| 44    | 40 a 44 | 44    |
| 72    | 35 a 39 | 56    |
| 44    | 30 a 34 | 48    |
| 32    | 25 a 29 | 48    |
| 28    | 20 a 24 | 24    |
| 36    | 15 a 19 | 28    |
| 40    | 10 a 14 | 44    |
| 60    | 5 a 9   | 32    |
| 40    | 0 a 4   | 36    |

## Economia
El 2007 la població en edat de treballar era de 799 persones, 555 eren actives i 244 eren inactives. De les 555 persones actives 475 estaven ocupades (262 homes i 213 dones) i 80 estaven aturades (22 homes i 58 dones). De les 244 persones inactives 69 estaven jubilades, 54 estaven estudiant i 121 estaven classificades com a «altres inactius».

### Ingressos
El 2009 a Boué hi havia 564 unitats fiscals que integraven 1.268,5 persones, la mediana anual d'ingressos fiscals per persona era de 15.635 €.

### Activitats econòmiques
Dels 52 establiments que hi havia el 2007, 3 eren d'empreses alimentàries, 1 d'una empresa de fabricació d'altres productes industrials, 5 d'empreses de construcció, 10 d'empreses de comerç i reparació d'automòbils, 5 d'empreses de transport, 7 d'empreses d'hostatgeria i restauració, 3 d'empreses financeres, 4 d'empreses de serveis, 9 d'entitats de l'administració pública i 5 d'empreses classificades com a «altres activitats de serveis».
Dels 17 establiments de servei als particulars que hi havia el 2009, 1 era una oficina de correu, 1 una oficina bancària, 1 taller de reparació d'automòbils i de material agrícola, 1 taller d'inspecció tècnica de vehicles, 1 autoescola, 1 fusteria, 3 lampisteries, 1 electricista, 3 perruqueries, 3 restaurants i 1 saló de bellesa.
Dels 5 establiments comercials que hi havia el 2009, 1 era una botiga de més de 120 m², 1 una botiga de menys de 120 m², 1 una fleca, 1 una llibreria i 1 una sabateria.
L'any 2000 a Boué hi havia 9 explotacions agrícoles que ocupaven un total de 300 hectàrees.

## Equipaments sanitaris i escolars
L'únic equipament sanitari que hi havia el 2009 era una farmàcia.
El 2009 hi havia una escola elemental.

## Poblacions més properes
El següent diagrama mostra les poblacions més properes.